# Psaenythia bergii
Psaenythia bergii là một loài Hymenoptera trong họ Andrenidae. Loài này được Holmberg mô tả khoa học năm 1884.